# أليكس بانغورا
أليكس بانغورا (بالهولندية: Alex Bangura)‏ هو لاعب كرة قدم هولندي في مركز نصف الجناح، ولد في 13 يوليو 1999. لعب مع فاينورد.

## وصلات خارجية
- أليكس بانغورا على موقع قاعدة بيانات كرة القدم.إي يو (الإنجليزية)
- أليكس بانغورا على موقع ناشيونال فوتبول تيمز (الإنجليزية)
- أليكس بانغورا على موقع Soccerway.com (الإنجليزية)
- أليكس بانغورا على موقع عالم كرة القدم.نت (الإنجليزية)